# Joseph Barbanègre

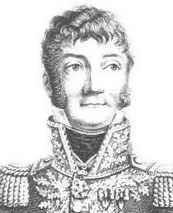
Joseph Barbanègre – Gravur von Forestier um 1818

Baron Joseph Antoine Barbanègre  (* 22. August 1772 in Pontacq; † 7. November 1830 in Paris) war französischer Général de brigade in der Ära Napoleon. Er wurde berühmt als Verteidiger der Festung Hüningen während der Belagerung 1815.

## Militärkarriere
Barbanégre begann seine militärische Laufbahn bei der Marine, aber 1793 ging er zur Armee und wurde 1794 Hauptmann in einem Bataillon aus den Pyrenäen. Er kämpfte in der Schlacht bei Marengo und wurde 1804 Befehlshaber eines Jägerbataillons in der Garde der Konsuln. 1805 wurde er Colonel des 48. Infanterie-Regiments, mit dem er an den Schlachten bei Austerlitz, Jena und Eylau teilnahm. Bei Austerlitz nahm er den Russen die Höhe von Sokolnitz ab und hielt diese Stellung, wofür er von Napoleon den Kommandeursorden der Ehrenlegion erhielt. 
1809 erhielt er den Rang eines Général de brigade und wurde dem Armeekorps von Marschall Louis-Nicolas Davout zugeordnet. Er zeichnete sich in den Schlachten von Eggmühl, Regensburg und Wagram aus. 1810 war er Kommandant von Cuxhaven und vertrieb die Engländer von der Insel Neuwerk. 1811 stellte er in Norddeutschland drei Infanterieregimenter und ein Kavallerieregiment für den Russlandfeldzug zusammen. Barbanègre nahm selbst am Russlandfeldzug teil und war nacheinander Kommandant von Minsk, Baryssau und Smolensk und sorgte für den Nachschub der großen Armee. Beim Rückzug 1813 erreichte er schwer verletzt Stettin und übernahm nach seiner Genesung das Kommando über die dort liegenden Reste des ersten Armeekorps. Er hielt diese Festung bis zum Friedensschluss 1814.
Während der ersten Restauration Frankreichs unter Ludwig XVIII. wurde der verdiente Offizier Napoleons Stellvertreter von Lieutenant-général Claude-Jacques Lecourbe und schon am 20. August 1814 zum Ritter des Ordre royal et militaire de Saint-Louis ernannt. 

### Die Belagerung von Hüningen 1815

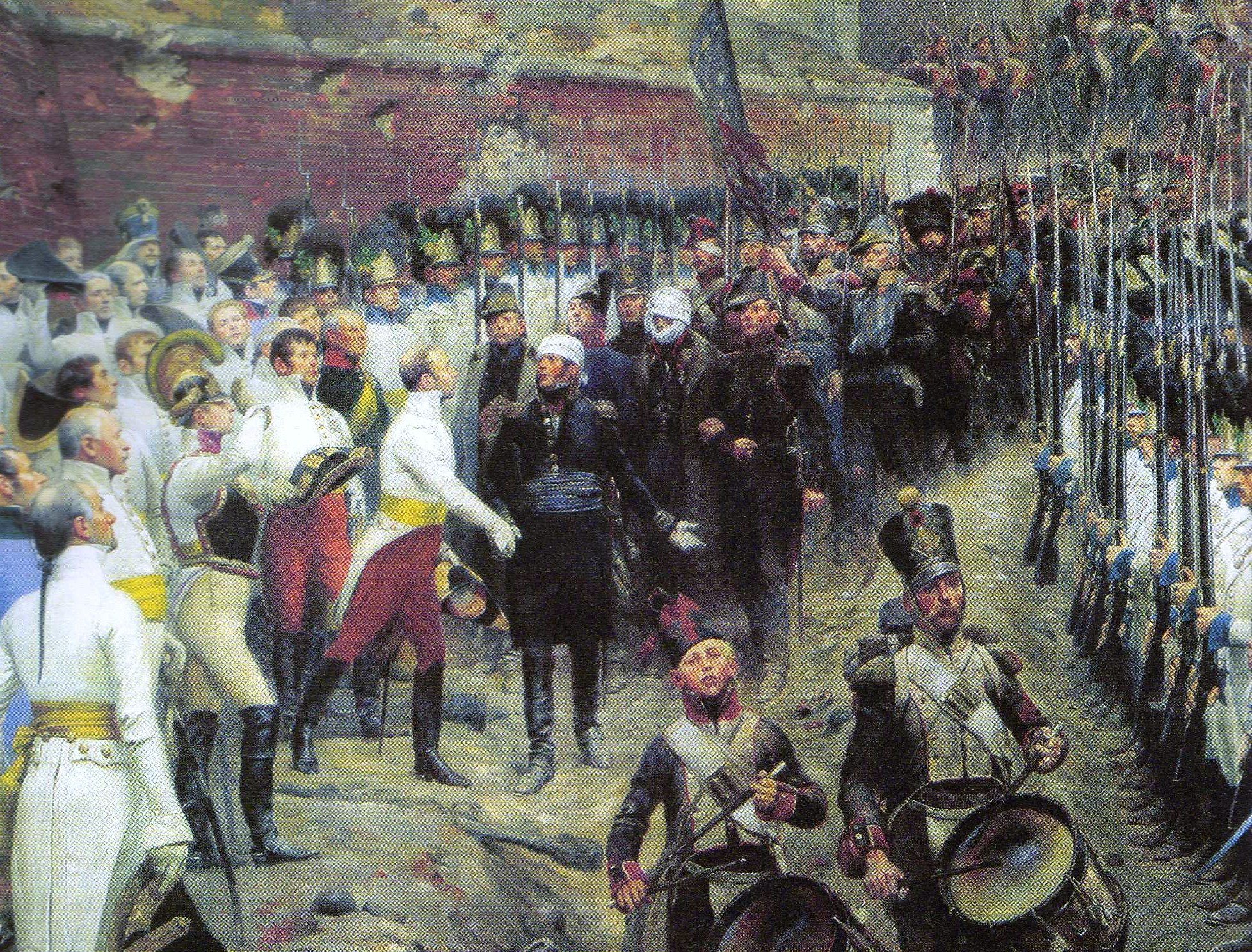
Abzug der Garnison aus der Festung Hüningen 1815 – Ölgemälde auf Leinwand von Jean Baptiste Edouard Detaille vor 1912

Nach der Rückkehr Napoleons von der Insel Elba übertrug der neue Kriegsminister Louis-Nicolas Davout Barbanègre am 25. März 1815 das Kommando über Orléans. Am 3. Mai 1815 wurde er Gouverneur der Festung Hüningen. Unter Barbanègre diente als Festungskommandant noch immer Oberst Jean Hugues Chancel, der diesen Posten schon während der Belagerung von 1814 innehatte und danach von Ludwig XVIII. in dieser Funktion bestätigt wurde. Barbanègre erreichte Hüningen am 15. Mai.
Die Festung gehörte zum Kommandobereich der 5. Division, deren Kommandant, Général de division Jean Rapp sein Hauptquartier in Straßburg hatte.
Auch nachdem Napoleon am 22. Juni 1815 zum zweiten Mal abgedankt hatte, hielt Barbanègre die Festung gegen die am 26. Juni bei Basel in das Elsass vorrückenden österreichischen Truppen unter Feldmarschallleutnant Mariassy und dem Oberkommandierenden Erzherzog Johann. Zunächst wurde die Festung nur durch Posten eingeschlossen, da erst schwere Belagerungsartillerie herbeigeschafft werden musste. Der Angriff begann in der Nacht vom 17. auf den 18. August. Das österreichische Belagerungskorps zählte nun 12.000 Mann; zusammen mit den schweizerischen Verbänden 17.000 Mann und verfügte über 110 Kanonen, Haubitzen und Mörser. 
In der Festung befanden sich zunächst etwa 2400 Mann mit ca. 100 Geschützen.
Am 24. August begannen Verhandlungen während derer Waffenstillstand herrschte. Am 26. August wurden die Kampfhandlungen jedoch wieder aufgenommen und die Festung wurde nun ganztägig unter heftigen Beschuss genommen, so dass Barbanègre am Ende des Tages schließlich doch die Kapitulationsurkunde unterzeichnete, die die Übergabe der Festung und Waffen bei ehrenvollem Abzug der Garnison beinhaltete.

### Held auf dem Abstellgleis
Am 1. September traf Barbanègre in Paris ein. Gemäß einem Dekret von 1811 musste sich jeder Kommandant, der einen ihm anvertrauten Ort aufgab, vor einer Untersuchungskommission rechtfertigen. Die Kommission wurde von Lieutenant-général Jean-Louis Dubreton geleitet und tagte am 14. September 1815 in Straßburg. Am 25. Oktober wurde die Entscheidung Barbanègre mitgeteilt – sein Verhalten wurde einstimmig und ohne jede Einschränkung gebilligt, womit der Ruhm des Verteidigers von Hüningen begründet wurde.
1818/19 war Barbanègre noch im Generalstab der Armee tätig und für die Inspektion der Infanterie in einem Bezirk zuständig. Danach lebte Barbanègre zurückgezogen in Paris, wo er 1830 starb. Seine letzte Ruhestätte fand er auf dem Friedhof Père-Lachaise (Division 28).

## Ehrungen

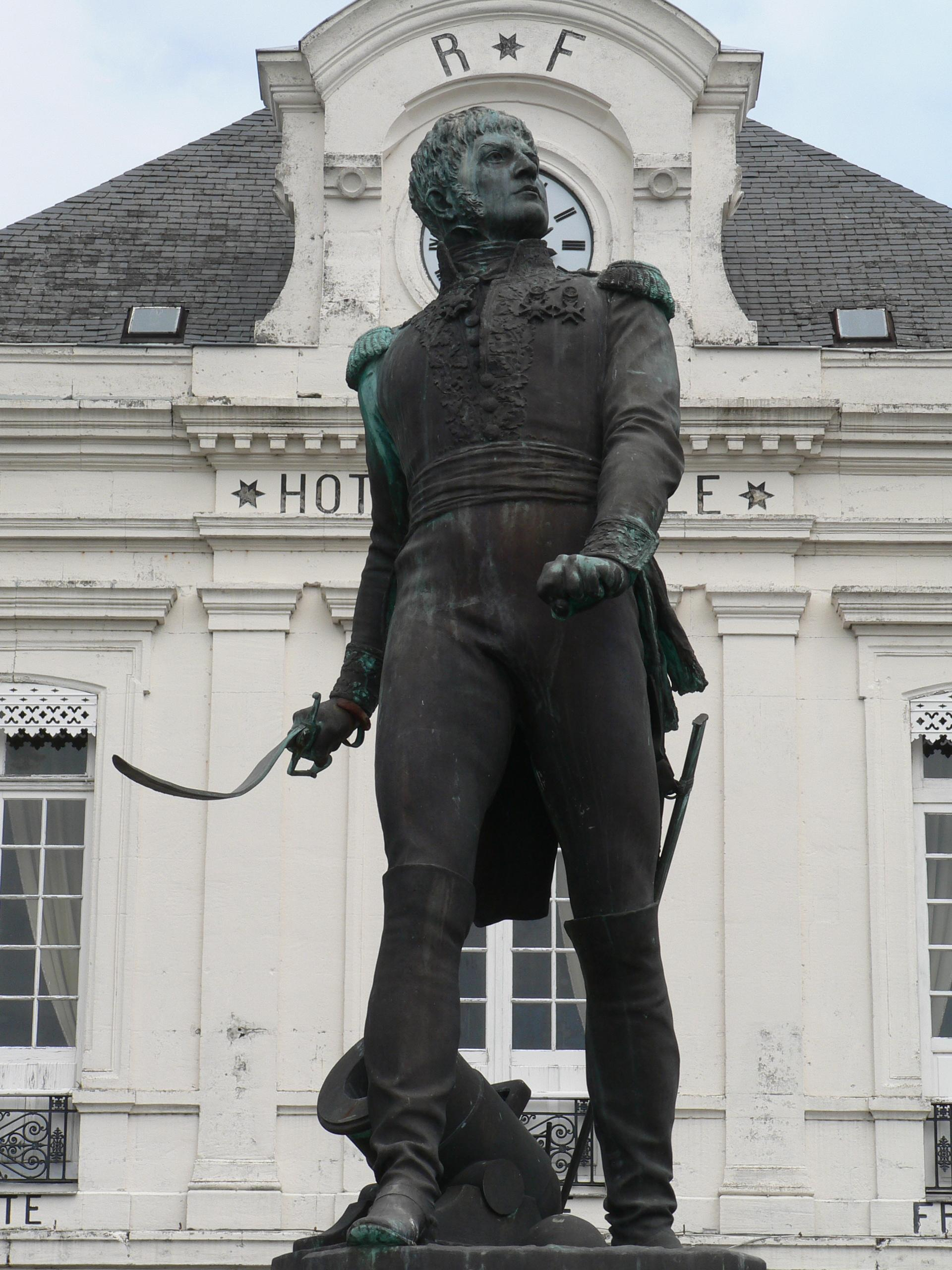
Statue des Generals Barbanègre vor dem Rathaus von Pontacq

Am 25. Dezember 1805 erhielt er den Kommandeursorden der Ehrenlegion und am 20. August 1809 wurde er zum Baron des französischen Kaiserreichs erhoben. Sein Name ist auf der Ostseite des Pariser Triumphbogens zu finden. Der Bildhauer Laurent Marqueste schuf ihm ein Denkmal, das am 16. August 1896 in seinem Geburtsort Pontacq vor dem Rathaus feierlich enthüllt wurde.

## Würdigung
Die französische Heldenlegende sieht einen tapferen General der zwei Monate lang mit 135 Mann einer Belagerungsarmee von 30.000 Mann widersteht.
Die nüchternen Fakten zeigen einen Offizier der noch zwei Monate nach Abdankung Napoleons und nachdem sein direkter Vorgesetzter, General Rapp, einen Waffenstillstand vereinbart hatte, den Krieg auf eigene Faust und ohne ein erkennbares Ziel weiterführte. Dabei nahm Barbanègre in Kauf, dass es viele Tote und Verwundete unter den Militärs beider Seiten, aber auch unter den Zivilisten gab.
Sofern er die Festung Hüningen für Frankreich retten wollte, hat er spätestens mit dem mehrfachen Bombardement von Basel und Klein-Hüningen das Ende der Festung besiegelt, da die Schweiz danach unmöglich die weitere Existenz dieser Bedrohung vor den Toren Basels dulden konnte.
Ob eine rational nicht nachvollziehbare Handlungsweise, die Tod und Schrecken über andere bringt, etwas heldenhaftes hat, kann wohl bezweifelt werden.